# العلاقات المغرببة الغينية - بيساو
ترتبط المملكة المغربية وجمهورية غينيا بيساو بعلاقات دبلوماسية منذ 27 فبراير 1986.

يؤكد البلدان على جودة علاقات الصداقة التي تجمعهما، وعن تطلعاتهما للعمل على تعزيز التعاون الثنائي في مختلف المجالات.

موقف جمهورية غينيا بيساو ثابت، يدعم دعماَ كاملاَ للوحدة الترابية للمغرب.

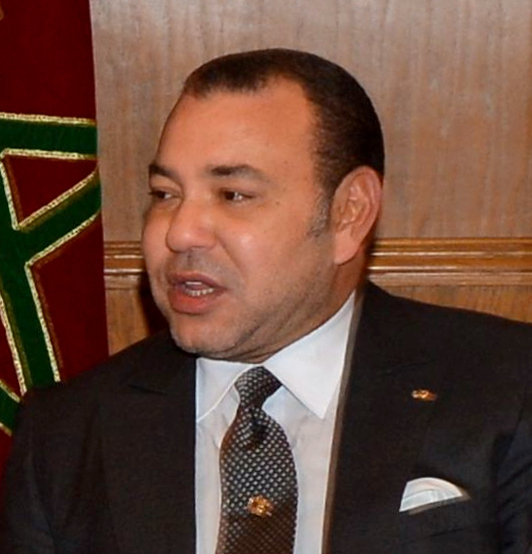
«يطيب لي وأنا أغادر جمهورية غينيا بيساو، في ختام الزيارة الرسمية التي قمت بها، أن أعرب لكم، ومن خلالكم لشعب وحكومة بلدكم، عن أصدق عبارات شكري على الاستقبال الرسمي والشعبي الحار، الذي خصصتموه لي.
أغتنم هذه الفرصة لأشيد بالإنجازات التي تم تحقيقها بغينيا بيساو، على مستوى الأمن والاستقرار والتنمية، مؤكدا لكم استعداد المغرب الدائم لدعم الجهود التي ما فتئ بلدكم يبذلها في خدمة شعب غينيا بيساو الشقيق».
مقتطف من برقية الشكر التي بعث بها جلالة الملك محمد السادس في 2015.05.30 إلى رئيس جمهورية غينيا بيساو فخامة السيد جوزي ماريو فاس، وذلك في ختام الزيارة الرسمية التي قام بها جلالته لهذا البلد.

## العلاقات السياسية
إن الزيارة الملكية لغينيا في 28 مابو 2015 إلى بيساو تنسجم مع روح تعزيز التعاون الثنائي الذي انطلق منذ سنة 2011، وذلك بفضل الدفعة الجديدة التي أعطيت له بتحفيز من الملك محمد السادس وفخامة الرئيس جوزي ماريو فاز، والتي تميزت على الخصوص بافتتاح سفارة غينيا-بيساو في الرباط سنة 2011.

- في 2 فبراير 2024، أكد وزير الشؤون الخارجية والتعاون الدولي والمجتمعات في غينيا بيساو، كارلوس بينتو بيريرا، بالرباط، أن بلاده تجدد دعمها لسيادة المغرب على كامل أراضيه.

وأكد بيريرا، في تصريح صحافي عقب مباحثاته مع وزير الشؤون الخارجية والتعاون الإفريقي والمغاربة المقيمين بالخارج، ناصر بوريطة، أن “غينيا بيساو تعترف بسيادة المملكة على كامل أراضيها، وتلتزم ببذل كل ما في وسعها من أجل الاعتراف بهذا المعطى على الصعيد الدولي”.
وأضاف: “مواقفنا متقاربة ومتطابقة في مجالات عدة على المستوى الدولي، لا سيما ما يتعلق بقضية الوحدة الترابية للمملكة”.

## الزيارات واللقاءات الثنائية
يترجم تبادل الزيارات بين البلدين مستوى العلاقات التي تربطهما:

- 24 ديسمبر 2014: زيارة رئيس الجمعية الوطنية الشعبية لجمهورية غينيا – بيساو، السيد سيبريانو كاساما، الذي كان مرفوقاَ بوفد برلماني هام.

- 29 و30 سبتمبر 2014: زيارة النائب الأول لرئيس الجمعية الوطنية لغينيا بيساو السيد إيناسو كوريا، وذلك للمشاركة في الندوة الإقليمية التي احتضنها البرلمان المغربي؛

- 14 يناير 2014: زيارة السيد عزيز الرباح وزير التجهيز والنقل واللوجيستيك إلى غينيا بيساو.

## التعاون البرلماني
يشمل التعاون بين المؤسستين التشريعيتين للبلدين المجالات القانونية والتشريعية والعمل والإدارة البرلمانية، وتكنولوجيا المعلومات والتواصل والقيام بمهمات دراسية ودورات تكوينية، وأي مجال آخر للتعاون يرتبط باختصاصات المؤسستين، إصافة إلى تفعيل مجموعة الصداقة البرلمانية.

وقد وقع مجلس النواب والجمعية الوطنية لجمهورية غينيا بيساو، في 24 ديسمبر 2014 بالرباط اتفاقية ترسي إطاراَ للتعاون بين المؤسستين التشريعيتين على الصعيد البرلماني والإداري من خلال تبادل التجارب والخبرات.

- 23 ديسمبر 2014: زيارة رئيس الجمعية الوطنية بجمهورية غينيا بيساو السيد سيبريانو كاساما؛

- 30 سبتمبر 2014: زيارة النائب الأول لرئيس الجمعية الوطنية لغينيا بيساو السيد إيناسو كوريا، وذلك على هامش الندوة الإقليمية التي احتضنها البرلمان المغربي يومي 29 و30 شتنبر 2014 حول موضوع “تعزيز عمل مجلس الأمم المتحدة لحقوق الإنسان وإشراك البرلمان في آليات الاستعراض الدوري الشامل”.

## مشاريع تنموية
شرف جلالة الملك محمد السادس ببيساو، على:

- تسليم مجموعة من التجهيزات الخاصة بتقوية تزويد العاصمة بيساو بالماء الشروب؛

- زيارة للمستشفى الوطني سيماو منديز ببيساو، حيث تفقد جلالته المساعدة الطبية التي منحتها المملكة المغربية من أجل دعم وتحسين الولوج إلى العلاجات بجمهورية غينيا بيساو.وتكونت هذه المساعدة من 31 طنا من الأدوية للتكفل بعلاج داء السل وأدوية مضادة للفيروسات، كما ضمت تنظيم عمليات للكشف وعلاج الرمد الحبيبي (التراكوم)، والمعالجة بالجراحة لمرض المياه البيضاء (الكتاراكت)، وأدوية مضادة للفيروسات لعلاج نحو 1100 من المرضى في إطار علاج الإصابة بفيروس نقص المناعة، و3750 من المرضى الآخرين المصابين بتقيحات جلدية ناجمة عن فيروس.

كما تكونت هذه المساعدة من أدوية لعلاج مرض السل (نحو مليون قرص) مخصصة لعلاج نحو 5000 حالة، فضلا عن أدوية للطب العام ومستلزمات طبية (مضادات حيوية ومسكنات)؛

- تسليم تجهيزات لتربية الماشية منحتها المملكة المغربية للحفاظ على القطيع في غينيا بيساو، وتمثلت هذه الهبة التي قدمتها مؤسسة محمد السادس للتنمية المستدامة، في مواد بيطرية مخصصة لمواكبة غينيا بيساو في تنمية مواردها الحيوانية.

## التعاون الديني
تفضل أمير المؤمنين الملك محمد السادس بعد صلاة الجمعة بمسجد التضامن ببيساو، رفقة رئيس الجمعية الوطنية الشعبية بغينيا بيساو، السيد سيبريانو كاساما، بإهداء الجهات المكلفة بتدبير الشؤون الدينية بجمهورية غينيا بيساو، 10 آلاف من نسخ المصحف الشريف في طبعته الصادرة عن مؤسسة محمد السادس لنشر المصحف الشريف قصد توزيعها على مساجد غينيا بيساو.

ويأتي إهداء هذه المجموعة من المصاحف في إطار تنفيذ التعليمات الملكية السامية والقاضية بأن تقوم مؤسسة محمد السادس لنشر المصحف الشريف بتزويد مساجد بلدان غرب إفريقيا بكل ما تحتاجه من مصاحف برواية ورش عن نافع، التي هي من الاختيارات المشتركة بين المغرب وهذه البلدان.

## التعاون الثقافي والعلمي والتقني
توفر المملكة المغربية سنوياَ حصة رسمية تناهز 25 منحة لصالح طلبة غينيا بيساو، كما تستقبل أطر هذا البلد في إطار التكوين المستمر.

## الإطار القانوني
بروتوكول تعاون في مجال الإدارة العمومية 1987/06/25 طنجة

بروتوكول تعاون بين وزارتي خارجية البلدين

اتفاق عام للتعاون الاقتصادي، العلمي، التقني والثقافي 1990/01/18 الرباط

اتفاق إحداث لجنة مشتركة للتعاون بين المغرب وغينيا بيساو 1996/05/15 الرباط

اتفاق حول فتح الخطوط الجوية الرابطة بين الدار البيضاء وبيساو 2011/09/26 الرباط

الاتفاقية العامة للتعاون والشراكة بين المختبر العمومي للتجارب والدراسات (المغرب) ومختبر الهندسة المدنية -غينيا 2014/01/25 بيساو 

اتفاقية إطار للتعاون بين المؤسستين التشريعيتين على الصعيد البرلماني والإداري من خلال تبادل التجارب والخبرات 2014/12/24 الرباط

اتفاقية متعلقة بالتعاون في مجال الأمن والحكامة المحلية بين وزارتي الداخلية بالبلدين 2015/05/28 بيساو

اتفاقية متعلقة بإلغاء التأشيرات لحاملي جوازات السفر الديبلوماسية أو جوازات السفر المتعلقة بمهمة أو الخاصة 2015/05/28 بيساو

اتفاقية ترمي إلى تفادي الازدواج الضريبي والوقاية من التهرب الضريبي في مجال الضريبة على الدخل 2015/05/28 بيساو

اتفاقية لتشجيع الحماية المتبادلة للاستثمارات 2015/05/28 بيساو

بروتوكول تعاون في مجال العدل 2015/05/28 بيساو

اتفاقية تعاون في مجال الصيد البحري وتربية الأسماك 2015/05/28 بيساو

اتفاقية تعاون في المجال الفلاحي 2015/05/28 بيساو

اتفاقية ثلاثية الاطراف بين المغرب وغينيا بيساو ومنظمة الفاو في إطار التعاون جنوب جنوب 2015/05/28 بيساو

اتفاقية إطار للتعاون التقني في مجال البنيات التحتية 2015/05/28 بيساو

اتفاقية تعاون في مجال الصحة 2015/05/28 بيساو

اتفاقية إطار للتعاون في مجال المعادن 2015/05/28 بيساو

اتفاقية في مجال الصناعة التقليدية والاقتصاد الاجتماعي والتضامني 2015/05/28 بيساو

اتفاقية بين المكتب الوطني للكهرباء والماء الصالح للشرب، وشركة الكهرباء والماء بغينيا بيساو 2015/05/28 بيساو

اتفاقية شراكة لتطوير الطاقة الشمسية بين الوكالة المغربية للطاقة الشمسية ووزارة الطاقة والصناعة 2015/05/28 بيساو

اتفاقية إطار للتعاون في مجال التكوين المهني 2015/05/28 بيساو

اتفاقية إطار تتعلق بتقديم منح للدراسة والتدريب بالمغرب لفائدة الطلبة والاطر التقنية بغينيا بيساو 2015/05/28 بيساو